# Vòng quay ngựa gỗ

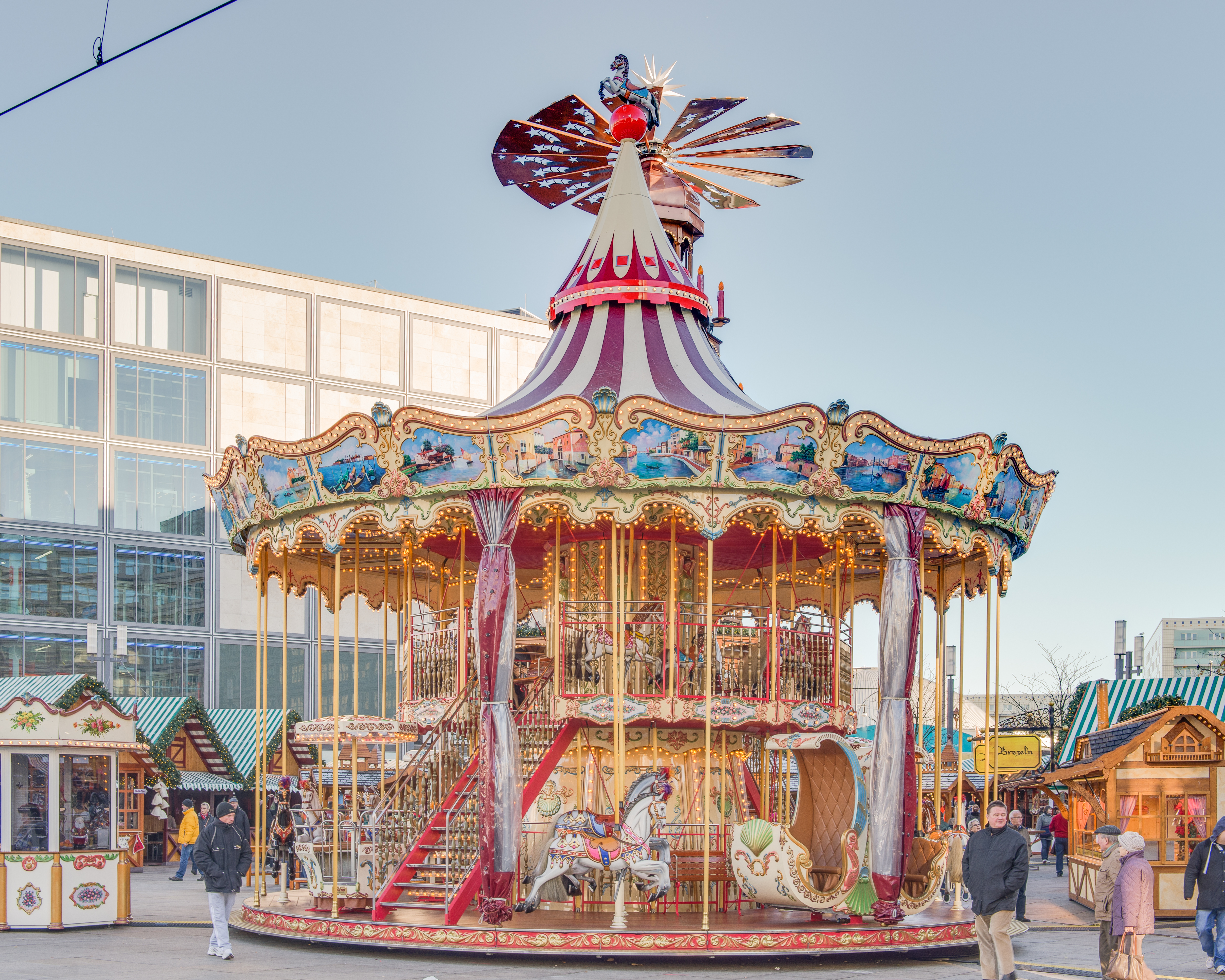
Một vòng quay ngựa gỗ tại Chợ Giáng Sinh Berlin, Đức.

Vòng quay ngựa gỗ cho trẻ em tại Ironbridge Gorge Museum Trust (Shropshire, Vương quốc Anh)

Một vòng quay ngựa gỗ hoặc vòng xoay vui chơi, đu quay (tiếng Anh: Merry-go-round) là một vòng xoay quanh một khung trục dọc khiến cho mọi người ngồi trên các loại ghế khác nhau quanh trục có thể quay vòng tròn được. Vòng quay ngựa gỗ có thể được tìm thấy trong nhiều biến thể như một trò giải trí (thường là cho trẻ em) trong các hội chợ, các lễ hội dân gian khác và trong các công viên giải trí.
Vòng quay ngựa gỗ truyền thống bao gồm một nền tảng tròn xoay với các chỗ ngồi cho người đi quanh một trục ở giữa, tương tự như trò kéo quân. Các "ghế" theo truyền thống có hình thức như hàng ngựa bằng gỗ hoặc các động vật khác gắn trên nền vòng xoay, phần nhiều trong số đó được di chuyển lên và xuống, nhấp nhô bằng các bánh răng để mô phỏng ngựa đang phi (phi mã). Vòng xoay thường phổ biến với ngựa gỗ, mỗi con ngựa nặng khoảng 100 lbs (45 kg), nhưng có thể bao gồm nhiều loại động vật khác, ví dụ như lợn, ngựa vằn, hổ hoặc sinh vật thần thoại như rồng hoặc kỳ lân, đôi khi các ghế có thể được định hình như máy bay hoặc ô tô.

## Lịch sử
Vòng xoay vui chơi thời hiện đại khởi từ những truyền thống bắt đầu ở châu Âu và Trung Đông. Hiệp sĩ sẽ phi ngựa nước đại trong một vòng tròn trong khi ném quả bóng từ nơi này đến nơi khác; một hoạt động đòi hỏi kỹ năng và tinh thần tập trung. Trò chơi này đã được giới thiệu tới Châu Âu vào thời điểm Thập tự chinh từ các truyền thống Byzantine và Ả Rập trước đó. Vòng xoay được gọi là carrousel ở Pháp và Mỹ, từ có nguồn gốc từ garosello Ý và carosella Tây Ban Nha ("trận chiến nhỏ", được sử dụng bởi các chiến binh để mô phỏng một bài tập chuẩn bị chiến đấu và trò chơi do những người cưỡi ngựa (kỵ sĩ) Thổ Nhĩ Kỳ và Ả Rập chơi trong thế kỷ XII). Thiết bị ban đầu này cơ bản là một cơ chế đào tạo kỵ binh; nó chuẩn bị và tăng cường các tay đua cho chiến đấu thực tế khi họ cầm kiếm của họ lao vào kẻ thù giả.

## Hình ảnh

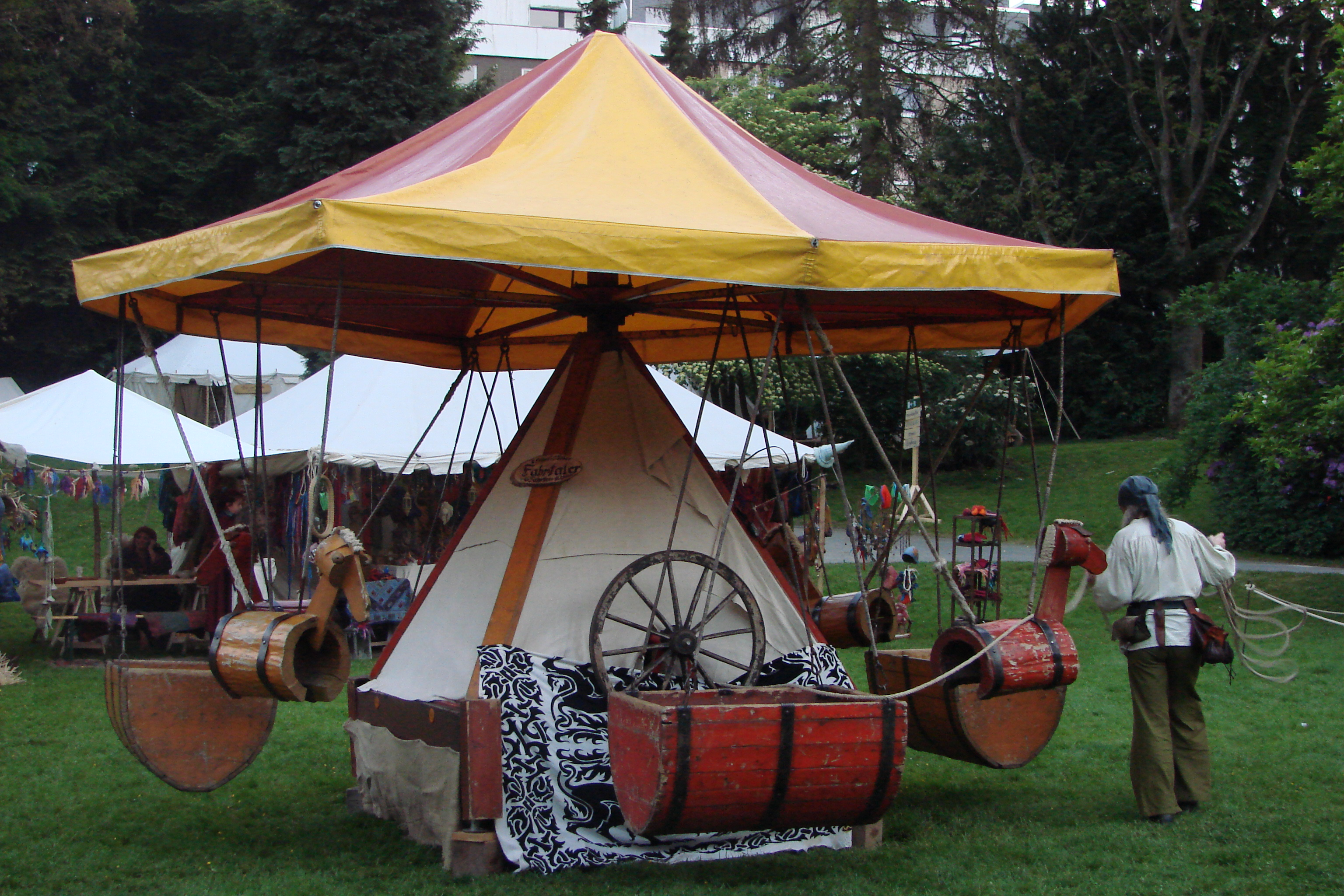
Tái tạo một vòng xoay nguyên thủy thời Trung Cổ
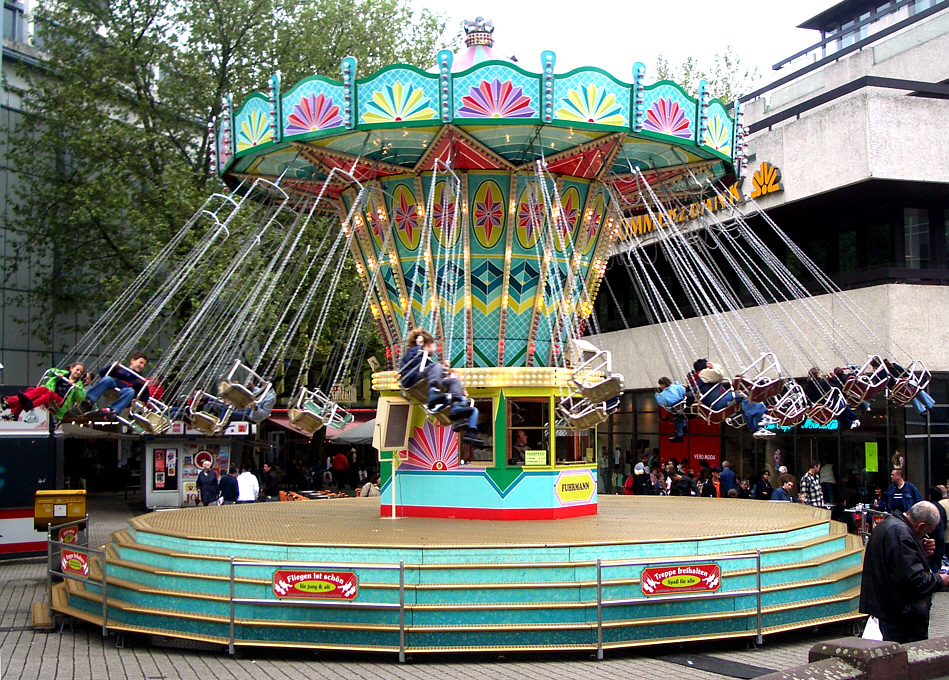
Một biến thể của vòng xoay
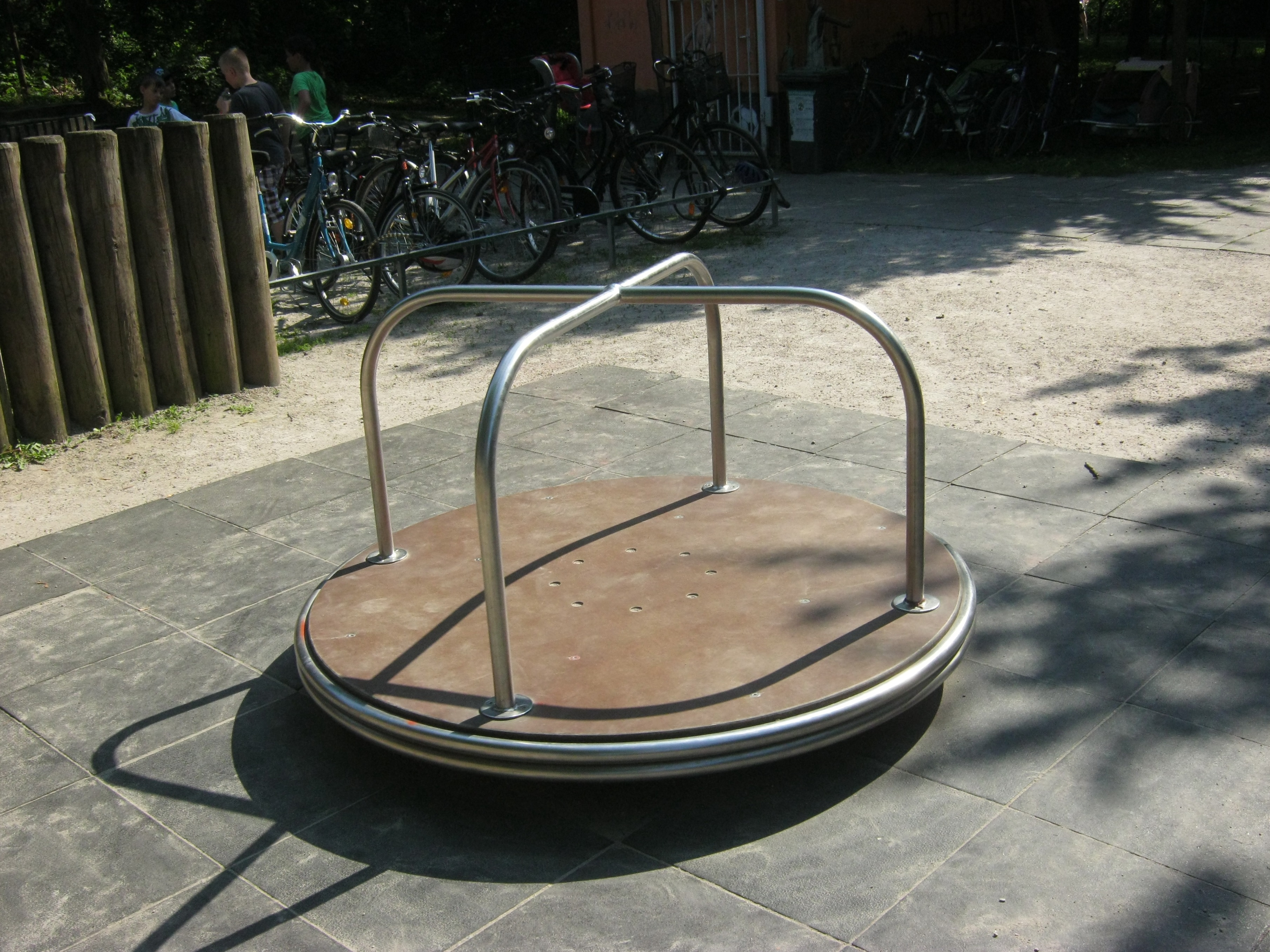
Các vòng xoay được cài đặt trong sân chơi trẻ em thường là các thiết bị khác nhau: các nền tảng xoay đơn giản, với các thanh hoặc tay cầm mà trẻ em có thể bám trong khi đang cưỡi.
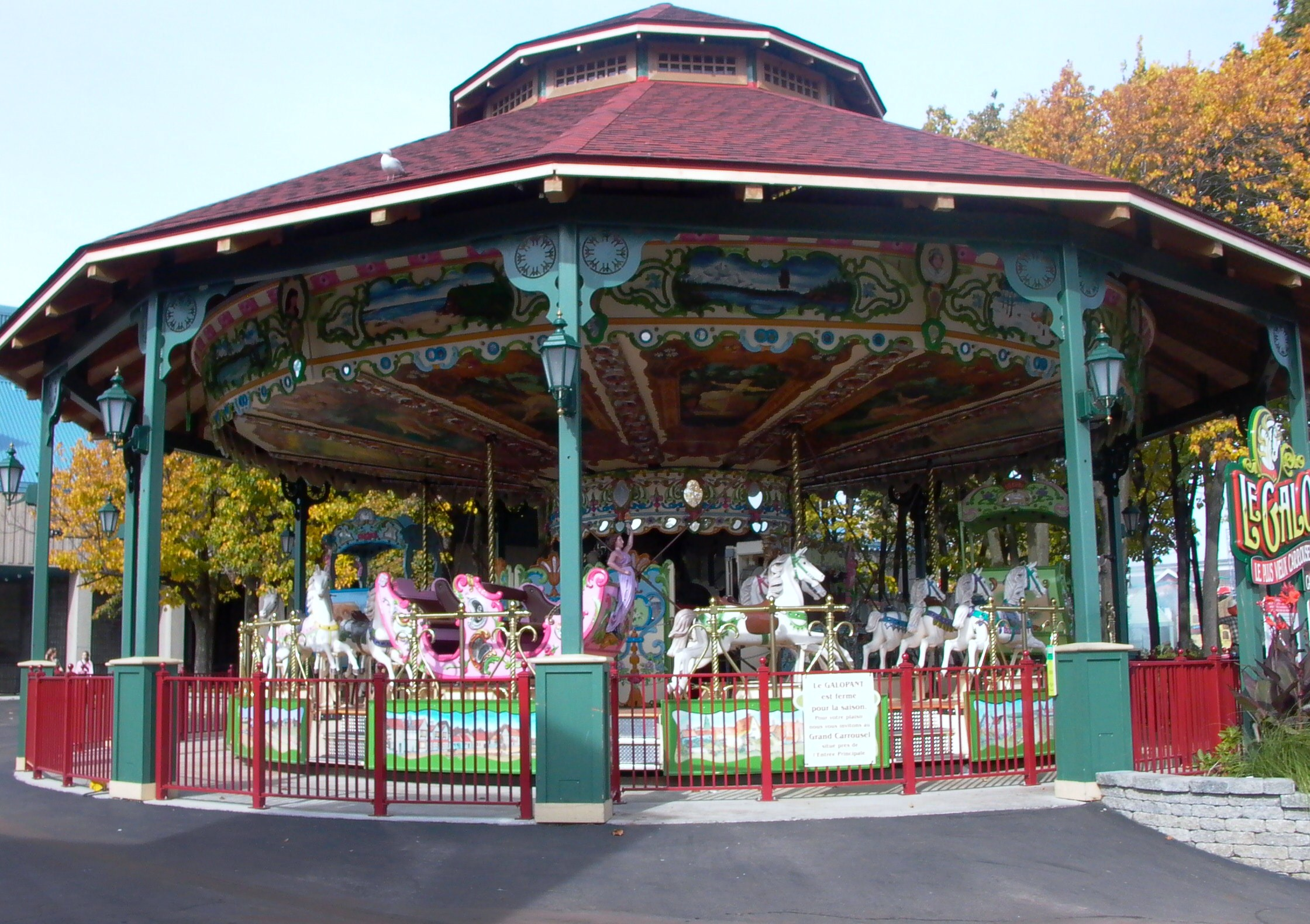
Vòng quay ngựa gỗ ở Quebec, Canada
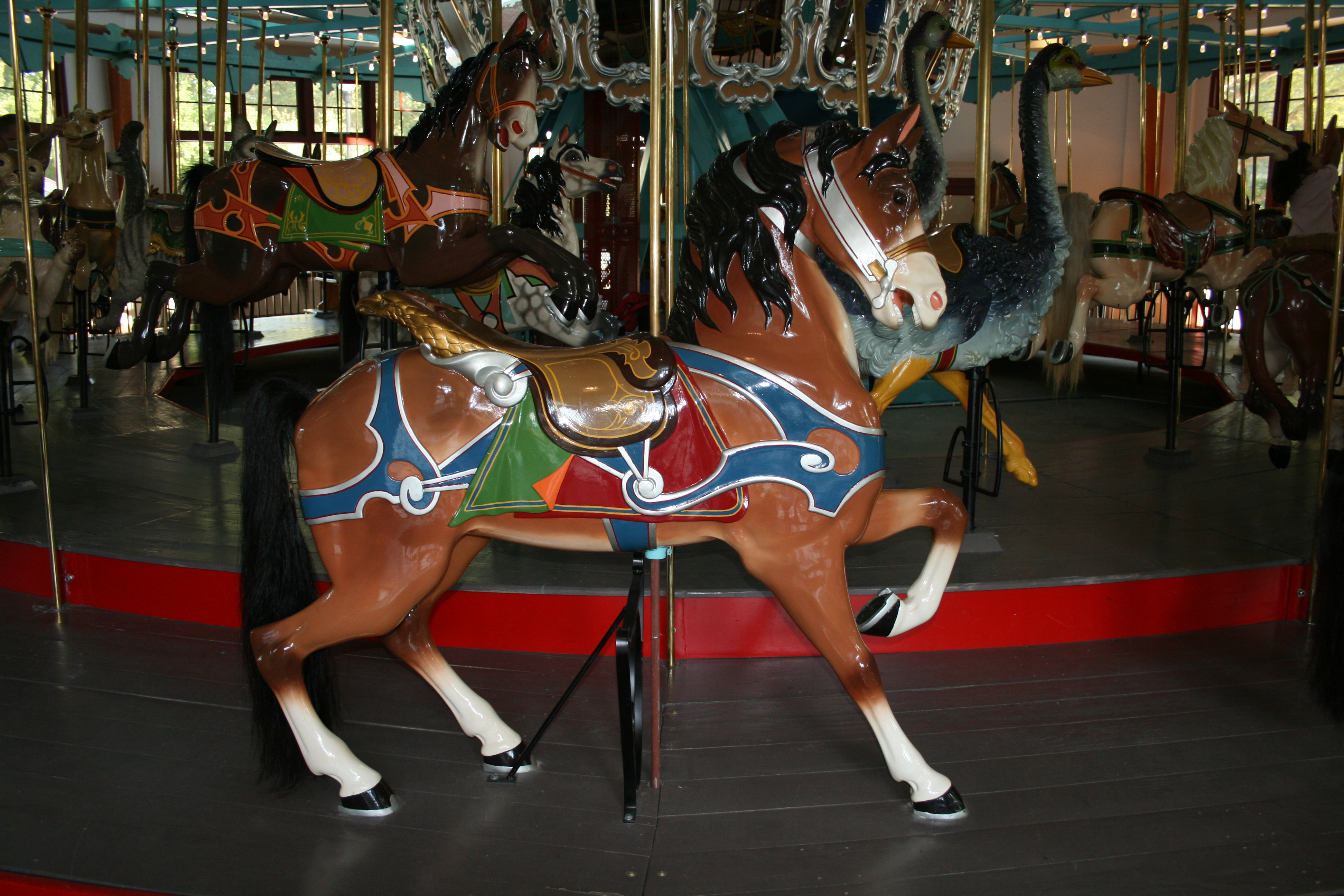
Một ngựa gỗ (1900)
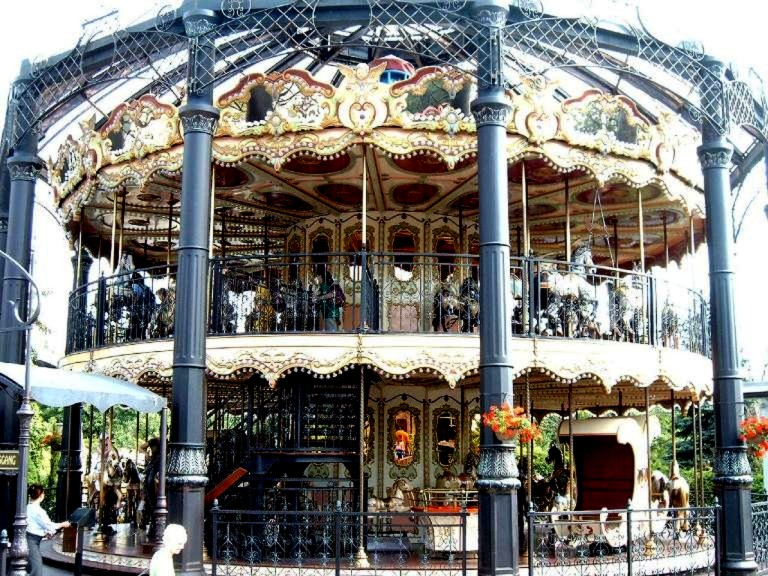
Một vòng xoay cổ 2 tầng chạy bằng hơi nước tại công viên giải trí Phantasialand, Đức